# César (cocktail)
Pour les articles homonymes, voir César.
Un César est un cocktail albertain inventé à Calgary et consommé principalement au Canada. Il est typiquement composé de vodka, de César mix (mélange de jus de tomate et de bouillon de palourde, par exemple du Clamato), de sauce chili, de sauce Worcestershire, et il est servi dans un grand verre avec une branche de céleri, un zeste de citron et des glaçons. Il est possible de givrer le verre (en) avec du sel au céleri.
La principale différence entre un César et un Bloody Mary est la présence de bouillon de palourde. On peut le rapprocher du michelada, dans lequel la vodka est remplacée par de la bière et le jus de tomate optionnel.
Inventé en 1969 à Calgary en Alberta par le restaurateur Walter Chell pour célébrer l'ouverture d'un nouveau restaurant italien dans la ville, il devient rapidement un cocktail populaire au Canada où plus de 350 millions de César sont consommés chaque année éventuellement sous la forme d'une de ses nombreuses variantes.